# Pierre-Paul de La Grandière
Pierre-Paul Marie de La Grandière (1807-1876) là Phó đô đốc hải quân người Pháp, từng giữ cương vị Thống soái Nam Kỳ (Thống đốc quân sự) giai đoạn 1863-1864 và 1866-1868. Ông được trao tặng Bắc Đẩu Bội tinh. Sử Nhà Nguyễn gọi là Gia Lăng Di Y (嘉稜移衣).

## Tiểu sử
Ông sinh ngày 28 tháng 6 năm 1807 trong một gia đình nhiều đời làm thủy thủ, có cha là Augustin de La Grandière và mẹ là Michelle Anne Marie Chaillou de l'Étang. Ông nội Charles-Marie de La Grandière từng tham gia Chiến tranh giành độc lập của 13 thuộc địa Bắc Mỹ, được phong hàm Thiếu tá.
La Grandière gia nhập hải quân năm 1827, từng tham gia viễn chinh đến Paraná và Uruguay ở Nam Mỹ, gây chú ý trong cuộc tấn công đảo Martín García và vây hãm Buenos Aires. Năm 1840, ông được thăng làm Trung tá, đến năm 1849 được thăng làm Đại tá. Năm 1854, trong Chiến tranh Krym, ông là chỉ huy lâm thời một hải đội, tham chiến tích cực chống quân Đế quốc Nga tại Kamchatka, Sitka, biển Okhotsk. Trở về Pháp năm 1856, ông đến làm việc tại Kho lưu trữ bản đồ và kế hoạch, đến 1859 thì trở thành chỉ huy tàu Breslaw tham chiến trên biển Adriatic trong Chiến tranh Pháp-Áo. Năm 1860, ông lên chức chỉ hủy trưởng hạm đội ở bờ biển Syria. Ngày 24 tháng 12 năm 1861, ông được thăng làm Chuẩn đô đốc.
Năm 1863, La Grandière thay Louis Adolphe Bonard giữ cương vị Thống soái Nam Kỳ (Thống đốc quân sự), là Tổng tư lệnh lực lượng Pháp tại Viễn Đông. Nhiệm kỳ Thống soái kéo dài từ 17 tháng 10 năm 1863 đến 4 tháng 4 năm 1868, riêng giai đoạn từ 31 tháng 3 năm 1865 đến 28 tháng 11 năm 1865 do Pierre-Gustave Roze xử lý thường vụ. Cũng trong năm 1863, La Grandière ép Norodom ký Hiệp ước Oudong về chuyển quyền bảo hộ Cao Miên cho Pháp.
Năm 1865, ông được thăng làm Phó đô đốc. Năm 1866, ông giám sát cuộc viễn chinh của Chuẩn đô đốc Pierre-Gustave Roze đến Triều Tiên. Tháng 6 năm 1867, lực lượng Pháp của La Grandière chiếm nốt ba tỉnh miền Tây Nam Kỳ là Vĩnh Long, Châu Đốc và Hà Tiên, lập ra xứ Nam Kỳ thuộc Pháp (Cochinchine française) trên lãnh thổ Nam Kỳ lục tỉnh cũ của nhà Nguyễn.
Năm 1868, La Grandière quay về Pháp. Năm 1870, ông làm Trưởng khu hải quân (préfet maritime) ở Toulon. Dinh thự của La Grandière nằm ở Briec, nơi ông làm Chủ tịch. Ông qua đời ngày 25 tháng 8 năm 1876.
Sài Gòn thời Pháp có đường La Grandière, đến năm 1954 đổi thành đường Gia Long, sau 1975 thì đổi thành đường Lý Tự Trọng.